# Campionati europei di atletica leggera 2010 - Lancio del disco femminile
La competizione si è svolta tra il 27 ed il 28 luglio 2010.

## Podio
| #       | Atleta            | Nazionalità | Tempo  |
| ------- | ----------------- | ----------- | ------ |
| Oro     | Sandra Perković   | Croazia     | 64.67m |
| Argento | Nicoleta Grasu    | Romania     | 63.48m |
| Bronzo  | Joanna Wiśniewska | Polonia     | 62.37m |

## Record
Prima di questa competizione, il record del mondo (RM), il record europeo (EU) ed il record dei campionati (RC) sono i seguenti:
| Record                | Prestazione | Atleta                        | Data                                       | Competizione            |
| --------------------- | ----------- | ----------------------------- | ------------------------------------------ | ----------------------- |
| Record mondiale       | 76,80m      | Gabriele Reinsch Germania Est | 9 luglio 1988 Neubrandenburg, Germania Est |                         |
| Record europeo        | 76,80m      | Gabriele Reinsch Germania Est | 9 luglio 1988 Neubrandenburg, Germania Est |                         |
| Record dei campionati | 71,36m      | Diana Sachse Germania Est     | 28 agosto 1986 Stoccarda, Germania Ovest   | Campionati europei 1986 |

## Programma
| Data           | Ora   | Turno          |
| -------------- | ----- | -------------- |
| 27 luglio 2010 | 12:45 | Qualificazioni |
| 28 luglio 2010 | 18:30 | Finale         |

## Risultati

### Qualificazioni
L'accesso alla finale era riservato ai concorrenti con una misura di almeno 60.00 m (Q) o, in mancanza di dodici di questi, ai primi dodici della qualificazione (q).
| Pos. | Gruppo | Atleta                    | Paese       | #1    | #2    | #3    | Risultato | Note |
| ---- | ------ | ------------------------- | ----------- | ----- | ----- | ----- | --------- | ---- |
| 1    | B      | Nicoleta Grasu            | Romania     | x     | 55,60 | 62,10 | 62,10     | Q    |
| 2    | B      | Nadine Müller             | Germania    | 60,54 |       |       | 60,54     | Q    |
| 3    | B      | Wioletta Potępa           | Polonia     | x     | 56,91 | 60,45 | 60,45     | Q    |
| 4    | A      | Dragana Tomašević         | Serbia      | 58,60 | 59,24 | 57,89 | 59,24     | q    |
| 5    | A      | Zinaida Sendriūtė         | Lituania    | 57,51 | 58,98 | x     | 58,98     | q,   |
| 6    | A      | Anna Söderberg            | Svezia      | 58,96 | 57,97 | x     | 58,96     | q    |
| 7    | A      | Joanna Wiśniewska         | Polonia     | 58,93 | 57,82 | 58,67 | 58,93     | q    |
| 8    | A      | Sabine Rumpf              | Germania    | 57,87 | x     | 58,41 | 58,41     | q    |
| 9    | A      | Monique Jansen            | Paesi Bassi | 55,09 | 55,83 | 57,75 | 57,75     | q    |
| 10   | A      | Sandra Perković           | Croazia     | 49,25 | 57,70 | x     | 57,70     | q    |
| 11   | A      | Natalya Sadova            | Russia      | 54,96 | 57,19 | x     | 57,19     | q    |
| 12   | B      | Svetlana Saykina          | Russia      | 55,42 | 10,55 | 56,32 | 56,32     | q    |
| 13   | B      | Żaneta Glanc              | Polonia     | x     | x     | 55,50 | 55,50     |      |
| 14   | A      | Liliana Cá                | Portogallo  | 52,63 | 55,47 | x     | 55,47     |      |
| 15   | B      | Kateryna Karsak           | Ucraina     | x     | 55,41 | x     | 55,41     |      |
| 16   | B      | Vera Begić                | Croazia     | 54,66 | x     | 55,04 | 55,04     |      |
| 17   | B      | Sofia Larsson             | Svezia      | x     | 50,69 | 54,50 | 54,50     |      |
| 18   | A      | Grete Etholm              | Norvegia    | 40,63 | 52,17 | 54,01 | 54,01     |      |
| 19   | B      | Laura Bordignon           | Italia      | 53,82 | 52,59 | x     | 53,82     |      |
| 20   | B      | Sanna Kämäräinen          | Finlandia   | 53,07 | 52,94 | x     | 53,07     |      |
| 21   | A      | Irache Quintanal          | Spagna      | 48,40 | 50,81 | x     | 50,81     |      |
|      | A      | Tanja Komulainen          | Finlandia   | x     | x     | x     | NM        |      |
|      | B      | Věra Pospíšilová-Cechlová | Rep. Ceca   | x     | x     | x     | NM        |      |

### Finale
| Pos.    | Atleta            | Paese       | #1    | #2    | #3    | #4    | #5    | #6    | Risultato | Note                                     |
| ------- | ----------------- | ----------- | ----- | ----- | ----- | ----- | ----- | ----- | --------- | ---------------------------------------- |
| Oro     | Sandra Perković   | Croazia     | 62.98 | 60.94 | 55.04 | 60.95 | 62.43 | 64.67 | 64.67     |                                          |
| Argento | Nicoleta Grasu    | Romania     | 63.48 | 61.02 | 63.07 | 60.22 | x     | 58.34 | 63.48     |                                          |
| Bronzo  | Joanna Wiśniewska | Polonia     | 59.45 | x     | 56.32 | 62.37 | x     | x     | 62.37     | Miglior prestazione personale stagionale |
| 4       | Natalya Sadova    | Russia      | 60.43 | x     | x     | x     | 61.10 | 61.20 | 61.20     |                                          |
| 5       | Zinaida Sendriūtė | Lituania    | 60.48 | 57.20 | 59.47 | 57.89 | 57.01 | 60.70 | 60.70     | Miglior prestazione personale            |
| 6       | Dragana Tomašević | Serbia      | 59.38 | x     | 60.10 | 56.71 | x     | 59.22 | 60.10     |                                          |
| 7       | Sabine Rumpf      | Germania    | 56.80 | 55.81 | 58.56 | 58.83 | 58.89 | 57.77 | 58.89     |                                          |
| 8       | Nadine Müller     | Germania    | 57.78 | x     | 55.58 | 56.39 | 56.59 | x     | 57.78     |                                          |
| 9       | Monique Jansen    | Paesi Bassi | 55.05 | x     | 56.29 |       |       |       | 56.29     |                                          |
| 10      | Svetlana Saykina  | Russia      | 56.09 | x     | x     |       |       |       | 56.09     |                                          |
| 11      | Anna Söderberg    | Svezia      | 55.60 | x     | 53.62 |       |       |       | 55.60     |                                          |
| 12      | Wioletta Potępa   | Polonia     | x     | 55.48 | 55.13 |       |       |       | 55.48     |                                          |